# Банковский аудит
Ба́нковский ауди́т(англ. Bank audit) — один из видов аудита. Это предпринимательская деятельность по независимой проверке бухгалтерского учёта и финансовой (бухгалтерской) отчётности кредитных организаций и их филиалов.

## История
Профессия аудитора известна с глубокой древности. Ещё в 200 г. до н.э. квесторы (должностные лица, ведавшие финансовыми и судебными делами в Римской империи) осуществляли контроль за государственными бухгалтерами на местах. Отчёты квесторов направлялись в Рим и заслушивались экзаменаторами. Подобная практика и стала основой термина «аудитор». Законодательной родиной аудита считается Великобритания, где впервые были приняты законы, вводящие обязательность аудиторской проверки и устанавливающие требования к качеству её проведения.
В России звание аудитора ввёл Пётр I. Аудиторов в России называли присяжными бухгалтерами. Они совмещали отдельные обязанности прокурора, делопроизводителя и секретаря.

## Значение
Основная цель банковского аудита состоит в получении заключения о финансовом положении проверяемого банка, его доходности, ликвидности, степени риска банковских операций. Аудиторское заключение публикуется вместе с годовым отчётом, официальным балансом, счётом прибылей и убытков. Практически во всех странах банки подвергаются проверке независимыми аудиторами, обычно состоящей из двух частей:
- проверяется правильное составление отчётов в соответствии с национальными законами, нормативными актами и положениями
- осуществляется более тщательная ревизия и анализ коммерческих и индивидуальных сделок с целью обеспечения того, чтобы финансовые отчёты отражали реальное и текущее состояние дел банка и результаты его операций

Согласно российским стандартам аудиторской деятельности аудит – это предпринимательская деятельность аудитора по осуществлению независимых проверок бухгалтерской отчётности, платежно-расчетных документов, налоговых деклараций и других финансовых обязательств и требований экономических субъектов.

## Цель
Цель аудиторской проверки банка состоит не в предупреждении финансового банкротства, а прежде всего в оценке финансовых отчётов. При выполнении своих функций независимые аудиторы банка должны учитывать факторы, связанные с рисками, затрагивающими банковский сектор, а также некоторые особенности деятельности банков, как:
- осуществление банками значительных забалансовых операций, которые могут не отражаться в виде бухгалтерских проводок и не приводить к «аудиторскому следу»
- регламентация деятельности банков государственными органами и нормативными требованиями (документами), которые во многих случаях влияют на практику бухгалтерского учёта и аудиторского контроля
- уязвимость банков для злоупотреблений в форме сделок с ассоциированными (взаимосвязанными) сторонами при проведении операций в силу наличия беспрепятственного доступа к наличности и больших объёмов средств, обращающихся в банковских операциях. Коммерческие банки довольно часто работают с многими ассоциированными сторонами, в частности при проведении международных операций[1]